# Blaze of Glory (Star Trek: Deep Space Nine)
"Blaze of Glory" és el 23è episodi de la cinquena temporada de la sèrie de televisió de ciència-ficció estatunidenca Star Trek: Deep Space Nine, el 121è de tota la sèrie. Originalment es van emetre en redifusió a partir del 12 de maig de 1997. El guió fou escrit per Ira Steven Behr i Robert Hewitt Wolfe i fou dirigit per Kim Friedman. L'episodi conclou una història en tres parts iniciada a l'episodi "For the Cause" i que continua a "For the Uniform".
Ambientada al segle XXIV, la sèrie segueix les aventures a Espai Profund 9, una estació espacial situada prop d'un forat de cuc estable entre els Quadrants Alfa i Gamma de la Via Làctia, prop del planeta Bajor, mentre els bajorans es recuperen d'una brutal ocupació de dècades pels imperialistes cardassians. El Quadrant Gamma acull un imperi hostil conegut com el Domini, governat pels Fundadors que canvien de forma. A les temporades mitjanes de la sèrie, la Federació està amenaçada tant per l'Imperi Klíngon com pel Domini. Aquest episodi conclou la història dels Maquis i de Michael Eddington (interpretat per Kenneth Marshall), un exoficial de la Flota Estel·lar que es va unir als Maquis, després que Cardassia s'aliés amb un poderós imperi conegut com el Domini.

## Argument
El capità Benjamin Sisko rep la gravació d'un missatge interceptat: els pocs terroristes Maquis supervivents que no han estat eliminats pels aliats del Domini de Cardàssia han llançat un atac massiu amb míssils de represàlia contra Cardàssia. Es creu que els míssils estan equipats amb dispositius de camuflatge, i si no s'aturen, Sisko tem que la resposta del Domini envoltarà tot el quadrant en una guerra total. Sisko es dirigeix al destinatari previst del missatge: Michael Eddington, ara a la presó. Eddington es nega a dir-li a Sisko com aturar els míssils; així que Sisko s'emporta Eddington amb ell per obligar-lo a ajudar.
En entrar a les Badlands, una regió perillosa de l'espai on s'amagaven els Maquis, Eddington encara no coopera. Sisko l'enganya perquè prengui el control del runabout per evadir dues naus de guerra del Domini que el persegueixen. Eddington finalment accepta ajudar Sisko a trobar el lloc de llançament per desactivar els míssils, però jura matar-lo després.
Mentrestant, en una trama secundària a Espai Profund 9, el cadet Nog es guanya el respecte dels soldats klíngons de l'estació aprenent a plantar-los cara.
Sisko i Eddington arriben a Athos IV, un petit planeta envoltat de boira on està amagat el lloc de llançament. En aterrar al planeta, descobreixen que les instal·lacions estan plenes de Jem'Hadar, els soldats del Domini, amb molts dels Maquis morts. Eddington queda commocionat i atordit: els Maquis havien estat a punt de declarar les seves colònies com a nació independent tant de la Flota Estel·lar com dels cardassians. Sisko admet que la Flota Estel·lar va decebre els Maquis.
Sisko i Eddington lluiten per arribar al centre de comandament, on Sisko se sorprèn de trobar una dotzena de presoners Maquis, inclosa la dona d'Eddington, Rebecca Sullivan. Eddington revela que no hi ha cap míssil: Rebecca va enviar el missatge com a codi per fer saber a Eddington que havien retrocedit amb Athos IV. Eddington sabia que necessitaria l'ajuda de Sisko per evacuar-los i el va manipular per arribar al lloc. Sisko està furiós per haver estat enganyat, però alleujat que la guerra total ja no sigui imminent. Ell i Eddington lluiten contra els Jem'Hadar mentre dirigeixen els presoners cap al vagó, però Eddington rep un tret. Insistint que Sisko i els altres continuïn sense ell, Eddington es queda per defensar-se dels soldats i mor.

## Actors convidats
- Kenneth Marshall - Michael Eddington
- J. G. Hertzler - Martok
- Aron Eisenberg - Nog
- Gretchen German - Rebecca

## Recepció
El 2014, Keith R.A. DeCandido va fer una crítica mixta de l'episodi per a Tor.com. Va fer una crítica mixta de l'episodi, descrivint-lo com a entretingut de veure i lloant les actuacions d'Avery Brooks i Kenneth Marshall com a Sisko i Eddington, però caracteritzant la història dels Maquis en conjunt com a poc desenvolupada i insatisfactòria. Zack Handlen, en la seva ressenya de l'episodi per a The A.V. Club, el va elogiar àmpliament, especialment les interaccions entre Sisko i Eddington, i va assenyalar com la història està construïda per permetre a Eddington complir la seva autoimatge com a heroi tràgic.
El 2015, Geek.com va recomanar aquest episodi com a "imprescindible" per a la seva guia de marató abreujada de Star Trek: Deep Space Nine com a conclusió de l'arc argumental dels Maquis.